# Mortal Kombat - Distruzione totale
Mortal Kombat - Distruzione totale (Mortal Kombat: Annihilation) è un film del 1997 diretto da John R. Leonetti, con protagonisti Robin Shou, James Remar, Sandra Hess, Talisa Soto, Lynn Williams, Marjean Holden, Deron McBee, Irina Pantaeva, Musetta Vander, Litefoot e Brian Thompson, seguito di Mortal Kombat (1995) di Paul W. S. Anderson, tratto dall'omonima serie di videogiochi.

## Trama
Il film riprende il finale del primo capitolo, nei pressi del Tempio dell'Ordine della Luce (dove Shang Tsung uccise Chan Kang): Liu Kang, Kitana, Sonya Blade, Johnny Cage e Raiden si stanno accingendo a festeggiare la vittoria del torneo.
Ma Shao Kahn, malvagio sovrano del Mondo Esterno (Outworld), pretende il dominio della Terra: in sei giorni schiera i suoi migliori combattenti sulla Terra, in contrapposizione ai migliori presentati dall'Ordine della Luce. Durante l'invasione, Kahn uccide Johnny Cage, cosicché i guerrieri della Terra superstiti devono riorganizzarsi.
Sonya va a cercare aiuto dal suo vecchio compagno, Jax Briggs, che si è costruito delle braccia metalliche per aumentare la sua forza, ma i due sodali vengono attaccati da Cyrax; una volta sconfitto, quest'ultimo si autodistrugge.
Liu Kang e Kitana si mettono alla ricerca di Nightwolf, uno sciamano nativo del Nordamerica, che sembra conoscere la chiave per sconfiggere Kahn; essi vengono però inseguiti da Smoke, che dovrà affrontare Sub-Zero, mentre Scorpion interviene e rapisce Kitana.
Raiden chiede intanto aiuto agli Dei Anziani sperando che questi gli rivelino il segreto per sconfiggere Kahn: uno degli dèi gli dice che la riunione tra Kitana e la regina Sindel farà in modo che Kahn venga sconfitto; ma un'altra divinità afferma che bisogna sconfiggere Kahn direttamente.
Nel frattempo, Liu Kang impara da Nightwolf una mossa speciale chiamata Animality, che consente a chi la attua di trasformarsi in un animale a tema con dei poteri speciali o degli attributi propri; per impararla, Liu deve superare tre sfide. Nella prima bisogna concentrarsi con la propria aura. La seconda si presenta in forma di tentazione da parte di Jade, che tenta di sedurre il protagonista e di fargli dimenticare Kitana, invano; vivamente impressionata, Jade gli offre aiuto per sconfiggere Kahn, e Liu accetta, portandola con sé. La terza parte della pratica è sconosciuta. Intanto, Sonya e Jax incontrano e combattono Mileena.
Nel tempio degli Dei Anziani i guerrieri della Terra (Earthrealm) trovano Raiden, che ha sacrificato la propria immortalità al fine di combattere liberamente a fianco dei guerrieri della Terra; insieme, i guerrieri si dirigono nel Mondo Esterno per salvare Kitana e ricongiungerla a Sindel.
Grazie a Jade, Liu Kang s'intrufola nel palazzo di Kahn e salva Kitana, nel frattempo interviene Sheeva che però muore schiacciata sotto la gabbia che teneva prigioniera Kitana, senza avere occasione di combattere, intanto gli altri trovano Sindel, ma la donna è ancora sotto il controllo di Kahn e scappa, mentre le guardie attaccano i guerrieri dell'Earthrealm. Jade rivela di essere stata mandata da Kahn per distruggere i piani dei guerrieri della Terra: era stata costretta ad obbedire all'imperatore per non correre il rischio di morire. Raiden rivela che Shao Kahn era suo fratello e che Shinnok era il loro padre, ma poi si rende conto che Shinnok stesso aveva mentito a Raiden e aiutato Kahn. Raiden e i guerrieri della Terra sono pronti alla battaglia risolutiva contro Shao Kahn ed i suoi seguaci, ma interviene Shinnok, che chiede a Raiden di ripristinare l'equilibrio degli Elder Gods in cambio della vita dei suoi compagni; al rifiuto di Raiden, Kahn lo uccide.
Kitana, Sonya e Jax sconfiggono i soldati di Kahn (Sindel, Ermac, Noob Saibot generato da Ermac e Motaro), senza poche difficoltà. Kitana non riesce a sventare gli attacchi troppo veloci di Sindel che la stende a terra e la deride mentre è a terra dolorante. Solo prima del colpo di grazia si rialza e la mette KO. Motaro risulta troppo forte per Jax che perde le sue braccia meccaniche ma, ritrovando la fiducia in se stesso, lo sconfigge con la forza dei suoi muscoli naturali. Sonya sembra prevalere contro Ermac ma quando questo genera Noob Saibot, Jax è costretto a correre in suo aiuto e alla fine Sonya spezza il collo al ninja rosso. Liu Kang è in difficoltà contro Shao Kahn, nonostante l'efficacia della sua Animality; Shinnok ha intenzione di uccidere Kang, ma due Elder Gods lo tengono occupato e dichiarano che il destino della Terra verrà deciso secondo le regole del Mortal Kombat. Liu Kang sconfigge finalmente Shao Kahn, mentre gli Elder Gods esiliano Shinnok nel Netherrealm.
Mentre la Terra ritorna alla normalità, Sindel non è più sotto il controllo di Shao Kahn e si ricongiunge a Kitana; Raiden viene riportato in vita e gli Elder Gods lo pongono a capo del loro ordine; i guerrieri della Terra ritornano trionfanti sulla Terra.

## Produzione
Il film è stato girato: a Petra in Giordania, sulle Parys Mountain in Galles, ad Ayutthaya in Thailandia e negli Studi Leavesden in Inghilterra.

## Personaggi principali

### Protagonisti
- Liu Kang: Rappresentante dell'Ordine della Luce e membro della setta del Loto Bianco, nonché discendente di Kung Lao e detentore dell'ultimo Mortal Kombat. Nel film è interpretato dall'attore Robin Shou.
- Raiden: È il dio del tuono. Nel film è interpretato dall'attore James Remar.
- Kitana: Principessa del Regno di Edenia, dopo la sua liberazione nell'ultimo Mortal Kombat, viene catturata da Khan. Nel film è interpretata dall'attrice Talisa Soto.
- Johnny Cage: Star hollywoodiana di film d'azione, viene ucciso da Shao Kahn all'inizio della pellicola. Nel film è interpretato dall'attore Chris Conrad.
- Sonya Blade: Agente di un gruppo di forze speciali, dopo la sua inarrestabile caccia al noto criminale Kano, è decisa a vendicare la morte di Johnny con l'aiuto del suo collega Jax. Nel film è interpretata dall'attrice Sandra Hess.
- Jackson Briggs (Jax): Amico di Sonya, per prepararsi allo scontro tra Outworld e terrestri, si doterà di arti bionici per combattere meglio. Successivamente li rimuoverà in quanto guasti, riuscendo comunque a vincere. Nel film è interpretato dall'attore Lynn "Red" Williams.
- Sindel: Madre della Principessa Kitana, viene resuscitata da Khan per poi schierarsi con lui, capisce alla fine il suo errore e la sua scelta sarà decisiva per il risvolto. Nel film è interpretata dall'attrice Musetta Vander.

### Antagonisti
- Shao Kahn: Imperatore illegittimo di Outworld. Nel film è interpretato dall'attore Brian Thompson.
- Motaro: Centauro e braccio destro di Kahn. Nel film è interpretato dall'attore Deron McBee.
- Shinnok: Padre di Lord Raiden e di Shao Kahn, nonché uno degli Anziani. Lui è la chiave della storia, il suo complotto per il dominio della Terra e la soppressione degli Anziani sono alla base di tutto. Nel film è interpretato dall'attore Reiner Schöone.
- Scorpion: Ninja in kimono giallo, fa parte dei nemici più forti. Nel film è interpretato dall'attore e stuntman J. J. Perry.
- Sheeva: Shokan femminile che guida le truppe di Shao Khan. Nemico di Motaro. Nel film è interpretata dall'attrice Marjean Holden.
- Jade: Spia di Shao Khan. Migliore amico di Kitana. Nel film è interpretata dall'attrice Irina Pantaeva.
- Sub-Zero: Ninja in kimono blu. Fratello di quello ucciso nel primo film da Liu Kang. A differenza del precedente, aiuterà Liu Kang contro Scorpion. Nel film è interpretato da Cooke Hirabayashi

## Distribuzione

### Data di uscita
Il film è uscito in Italia il 20 novembre 1998. Per molti personaggi è avvenuto un recasting, e la pellicola non riscontrò successo al botteghino e non incontrò i favori della critica.

### Edizione italiana
- Nel doppiaggio italiano del film, i doppiatori di Jax, Shao Kahn e Nightwolf (Francesco Pannofino, Alessandro Rossi e Vittorio De Angelis) erano già stati utilizzati nel primo film su Shang Tsung, Goro e Johnny Cage; quest'ultimo nel sequel, interpretato da un altro attore, ha anche una voce diversa, stesso discorso per Sonya, Jax e Scorpion, al contrario invece Raiden pur non avendo più il volto di Lambert, conserva comunque la voce di Sergio Di Stefano usata nel primo film.
- Sempre nel doppiaggio, al contrario del primo film la pronuncia di Raiden è quella giapponese (cioè pronunciato come sta scritto), mentre nel primo film era pronunciato con la trascrizione americanizzata, ossia Rayden (pronunciato "reiden").

## Accoglienza

### Incassi
Il budget del film è di 30 milioni di dollari mentre l'incasso totale è di 51.300.000 di dollari ma non superò il primo film.

## Curiosità
- Molti attori di questo seguito sono diversi da quelli del primo film. Ne sono esempi Johnny Cage, Raiden, Sonya, Jax e Scorpion.
- Nel primo film, Scorpion viene ucciso da Johnny Cage, ma in questo capitolo egli ricompare come se non fosse mai morto, mentre Sub-Zero ricompare, stavolta però come fratello di quello ucciso nel primo film. A differenza di quest'ultimo, effettivamente, egli aiuta Liu Kang contro Scorpion. Nel videogioco Mortal Kombat 2, la parentela tra i due Sub-Zero viene accennata nel finale giocando con Scorpion; in Mortal Kombat 3, Sub-Zero appare senza maschera perché è scappato dal suo clan.
- Molti costumi appaiono dal primo film, come ad esempio quelli di Scorpion e Sub-Zero.
- Il film è stato criticato per l'incoerenza di molte cose, tra cui l'uso spropositato degli effetti speciali per le mosse dei personaggi.
- Nel film si è cercato di inserire tutti i personaggi della saga di Mortal Kombat fino al terzo capitolo, eccetto Kintaro, Kung Lao e Sektor, mentre Kabal e Kurtis Stryker vengono citati da Rain.
- Nella serie di videogiochi, Shinnok non è il padre di Shao Kahn né di Raiden, anche perché Shao Kahn non è un Elder God, nonostante la sua forza, e in più Raiden e Shinnok erano stati creati nello stesso tempo sia fra loro sia rispetto agli altri Elder Gods.

### Titoli di coda
- Nella versione televisiva distribuita in Italia da Cecchi Gori e nelle due successive edizioni in DVD ed in bluray le canzoni nei titoli di coda sono state cambiate d'ordine.

Nella versione distribuita da Cecchi Gori l'ordine è il seguente:
1. Rammstein - Engel
2. KMFDM - Megalomaniac
3. Megadeth - Almost honest (Danny Saber Mix)
4. Manbreak - Ready or not (Ben Grosse Kombat Mix)

Nella versione distribuita dalla Warner Bros. in DVD l'ordine è stato cambiato in:
1. KMFDM - Megalomaniac
2. Rammstein - Engel
3. Megadeth - Almost honest (Danny Saber Mix)
4. Manbreak - Ready or not (Ben Grosse Kombat Mix)

Nella versione distribuita dalla Warner Bros. in bluray l'ordine è stato cambiato in:
1. KMFDM - Megalomaniac
2. Megadeth - Almost honest (Danny Saber Mix)
3. Manbreak - Ready or not (Ben Grosse Kombat Mix)
4. Rammstein - Engel

## Colonna sonora
1. The Immortals - Theme from Mortal Kombat (encounter the ultimate)
2. Scooter - Fire
3. KMFDM - Megalomaniac
4. Megadeth - Almost honest (Danny Saber Mix)
5. PitchShifter - Genius
6. Rammstein - Engel
7. Psykosonic - Panik Kontrol
8. Juno Reactor - Conga Fury
9. Libra Presents Taylor - Anomaly (Calling your name) (Granny's 7 Edit)
10. Manbreak - Ready or not (Ben Grosse Kombat Mix)
11. Cirrus - Back on a mission (Bonus Track)
12. Face to face - I won't lie down (Kombat Mix)
13. Urban Voodoo - Brutality
14. Lunatic Calm - Leave U far Behind (V.2 instrumental Mix)
15. The Future Sound of London - We have Explosive (Radio Edit)
16. Shaun Imrei - Two telephone Calls and an air raid
17. Joseph Bishara - Death is the only way out
18. George S. Clinton Original motion Picture score - X-Squad
19. Kasz & Beal - Theme from mortal kombat (Chicken dust Mix)